# Sabanagrande (Colombia)
Sabanagrande è un comune della Colombia facente parte del dipartimento dell'Atlantico.
Il centro abitato venne fondato da Francisco Camacho nel 1620, mentre l'istituzione del comune è del 6 novembre 1857.